# Síndrome de uñas amarillas
El síndrome de uñas amarillas es una enfermedad muy poco frecuente, de causa desconocida. Se inicia generalmente después de los 50 años, se caracteriza por crecimiento lento de las uñas de manos y pies que adoptan un aspecto característico, más grueso de lo normal y un color amarillento con ausencia de cutícula. En alrededor del 30% de los casos existe edema de origen linfático (linfedema) en los miembros inferiores y afectación del aparato respiratorio, donde pueden presentarse diferentes manifestaciones, entre ellas derrame pleural, infecciones respiratorias crónicas, bronquitis, bronquiectasias y sinusitis.

## Diagnóstico diferencial
El proceso debe diferenciarse de otras entidades con manifestaciones parecidas, entre ellas la paroniquia crónica, la onicomicosis y la onicogrifosis.

## Historia
La primera descripción fue realizada en el año 1927 por Heller, en 1964 Peter Derrick Samman y William White publicaron los halllázgos de una serie de 13 casos.